# Focus Home Interactive
Focus Home Interactive là một hãng phát hành và phát triển game của Pháp có trụ sở tại Paris. Focus được thành lập vào năm 1996, đã từng phát hành và phân phối các tựa game ban đầu như Blood Bowl, Sherlock Holmes, TrackMania, Runaway và các game thể thao như Cycling Manager và Virtual Skipper. Ngày 25 tháng 6 năm 2010, Focus thông báo rằng đã mua lại nhượng quyền thương mại của trò Cities XL từ Monte Cristo nay không còn tồn tại.

## Game
| Tựa đề                                             | Hệ máy                                                              | Năm  | Phát triển               | Vai trò               |
| -------------------------------------------------- | ------------------------------------------------------------------- | ---- | ------------------------ | --------------------- |
| A Game of Thrones: Genesis                         | Microsoft Windows                                                   | 2011 |                          | Phát hành             |
| Act of Aggression                                  | Microsoft Windows                                                   | 2015 | Eugen Systems            | Phát hành             |
| Battlefleet Gothic: Armada                         | Microsoft Windows                                                   | 2016 |                          | Phát hành             |
| Blood Bowl                                         | Microsoft Windows, Nintendo DS, Xbox 360, PlayStation Portable      | 2009 |                          | Phát hành             |
| Blood Bowl 2                                       | Microsoft Windows, PlayStation 4, Xbox One                          | 2015 |                          | Phát hành             |
| Blood Bowl: Chaos Edition                          | Microsoft Windows                                                   | 2012 |                          | Phát hành             |
| Bound by Flame                                     | Microsoft Windows, PlayStation 3, PlayStation 4, Xbox 360           | 2014 |                          | Phân phối             |
| Chaos League                                       | Microsoft Windows                                                   | 2004 |                          | Phát hành             |
| Chaos League: Sudden Death                         | Microsoft Windows                                                   | 2004 |                          | Phát hành             |
| Cities XL                                          | Microsoft Windows                                                   | 2009 |                          | Phân phối             |
| Cities XL 2011                                     | Microsoft Windows                                                   | 2010 |                          | Phát hành             |
| Cities XL 2012                                     | Microsoft Windows                                                   | 2011 |                          | Phát hành             |
| Cities XXL                                         | Microsoft Windows                                                   | 2015 |                          | Phát hành             |
| City Life                                          | Microsoft Windows                                                   | 2006 |                          | Phân phối             |
| City Life                                          | Nintendo DS                                                         | 2008 |                          | Phát hành             |
| City Life Edition 2008                             | Microsoft Windows                                                   | 2007 |                          | Phát hành             |
| Confrontation                                      | Microsoft Windows                                                   | 2012 |                          | Phát hành             |
| Contrast                                           | Microsoft Windows, PlayStation 3, Xbox 360                          | 2013 |                          | Phát hành             |
| Cycling Manager                                    | Microsoft Windows                                                   | 2001 |                          | Phát hành             |
| Cycling Manager 2                                  | Microsoft Windows                                                   | 2002 | Cyanide S.A.             | Phát hành             |
| Cycling Manager 3                                  | Microsoft Windows                                                   | 2003 | Cyanide S.A.             | Phát hành & Phân phối |
| Cycling Manager 4: Season 2004-2005                | Microsoft Windows                                                   | 2004 |                          | Phát hành             |
| Divinity: Original Sin - Enhanced Edition          | PlayStation 4, Xbox One                                             | 2015 | Larian Studios           | Phát hành             |
| Divinity II                                        | Microsoft Windows                                                   | 2009 |                          | Phát hành             |
| Dracula: Origin                                    | Microsoft Windows                                                   | 2008 |                          | Phát hành             |
| Faery: Legends of Avalon                           | Microsoft Windows                                                   | 2010 |                          | Phát hành             |
| Farming Simulator 2013                             | Microsoft Windows                                                   | 2012 |                          | Phát hành             |
| Farming Simulator 15                               | Microsoft Windows                                                   | 2014 |                          | Phát hành             |
| Final Exam                                         | Microsoft Windows, PlayStation 3, Xbox 360                          | 2013 |                          | Phát hành             |
| Fire Department                                    | Microsoft Windows                                                   | 2003 |                          | Phát hành & Phân phối |
| Fire Department 2                                  | Microsoft Windows                                                   | 2004 |                          | Phân phối             |
| Fire Department 3                                  | Microsoft Windows                                                   | 2006 |                          | Phát hành             |
| Game of Thrones                                    | Microsoft Windows                                                   | 2012 |                          | Phát hành             |
| Magrunner: Dark Pulse                              | Microsoft Windows, PlayStation 3, Xbox 360                          | 2013 |                          | Phát hành             |
| Mars: War Logs                                     | Microsoft Windows, PlayStation 3, Xbox 360                          | 2013 |                          | Phát hành             |
| Mordheim: City of the Damned                       | Microsoft Windows, PlayStation 4, Xbox One                          | 2014 |                          | Phát hành             |
| Of Orcs and Men                                    | Microsoft Windows, PlayStation 3, Xbox 360                          | 2012 |                          | Phát hành             |
| Pro Cycling Manager                                | Microsoft Windows                                                   | 2005 |                          | Phát hành             |
| Pro Cycling Manager 2006                           | Microsoft Windows                                                   | 2006 |                          | Phát hành             |
| Pro Cycling Manager 2007                           | Microsoft Windows                                                   | 2007 |                          | Phát hành             |
| Pro Cycling Manager 2008                           | Microsoft Windows                                                   | 2008 |                          | Phát hành             |
| Pro Cycling Manager 2009                           | Microsoft Windows                                                   | 2009 |                          | Phát hành             |
| Pro Cycling Manager 2010                           | Microsoft Windows                                                   | 2010 |                          | Phát hành             |
| Pro Cycling Manager 2011                           | Microsoft Windows                                                   | 2011 |                          | Phát hành             |
| Pro Cycling Manager 2012                           | Microsoft Windows                                                   | 2012 |                          | Phát hành             |
| Pro Cycling Manager 2013                           | Microsoft Windows                                                   | 2013 |                          | Phát hành             |
| Pro Rugby Manager 2004                             | Microsoft Windows                                                   | 2004 |                          | Phát hành             |
| Pro Rugby Manager 2005                             | Microsoft Windows                                                   | 2005 |                          | Phát hành             |
| Runaway: A Road Adventure                          | Microsoft Windows                                                   | 2003 |                          | Phát hành             |
| Runaway 2: The Dream of The Turtle                 | Microsoft Windows, Nintendo DS                                      | 2007 |                          | Phát hành & Phân phối |
| Runaway 3: A Twist of Fate                         | Microsoft Windows, Nintendo DS                                      | 2009 |                          | Phát hành & Phân phối |
| Sherlock Holmes and the Mystery of the Frozen City | Nintendo 3DS                                                        | 2009 |                          | Phát hành             |
| Sherlock Holmes: The Awakened                      | Microsoft Windows                                                   | 2008 | Frogwares                | Phát hành             |
| Sherlock Holmes Versus Jack the Ripper             | Microsoft Windows, Xbox 360, Nintendo DS                            | 2009 | Frogwares, Spiders       | Phát hành             |
| Sherlock Holmes: Crimes & Punishments              | Microsoft Windows, PlayStation 3, PlayStation 4, Xbox 360, Xbox One | 2014 | Frogwares                | Phát hành             |
| Space Hulk: Deathwing                              | Microsoft Windows, PlayStation 4, Xbox One                          | 2015 | Streum on studio Cyanide | Phát hành             |
| Space Run                                          | Microsoft Windows, OS X, Linux                                      | 2014 | PassTech Games           | Phát hành             |
| Styx: Master of Shadows                            | Microsoft Windows, PlayStation 4, Xbox One                          | 2014 | Cyanide                  | Phát hành             |
| Super Knights                                      | Android                                                             | 2012 |                          | Phát hành             |
| The Technomancer                                   | Microsoft Windows, Playstation 4, Xbox One                          | 2016 | Spiders                  | Phát hành             |
| The Testament of Sherlock Holmes                   | Microsoft Windows                                                   | 2012 | Frogwares                | Phát hành             |
| The Walking Dead: Season 1 (Retail version)        | Playstation 4, Xbox One                                             | 2014 | Telltale Games           | Phân phối tại Pháp    |
| The Walking Dead: Season Two (Retail version)      | Playstation 4, Xbox One, Playstation 3, Xbox 360 Microsoft Windows  | 2014 | Telltale Games           | Phân phối tại Pháp    |
| Trackmania                                         | Microsoft Windows                                                   | 2003 |                          | Phát hành             |
| Trackmania DS                                      | Nintendo DS                                                         | 2008 |                          | Phát hành             |
| Trackmania Original                                | Microsoft Windows                                                   | 2005 |                          | Phát hành             |
| Trackmania Nations                                 | Microsoft Windows                                                   | 2006 |                          | Phát hành             |
| Trackmania Nations Forever                         | Microsoft Windows                                                   | 2008 |                          | Phát hành             |
| Trackmania Power Up!                               | Microsoft Windows                                                   | 2004 |                          | Phát hành             |
| Trackmania Speed Up!                               | Microsoft Windows                                                   | 2005 |                          | Phát hành             |
| Trackmania Sunrise                                 | Microsoft Windows                                                   | 2005 |                          | Phát hành             |
| Trackmania Sunrise eXtreme!                        | Microsoft Windows                                                   | 2005 |                          | Phát hành             |
| Trackmania United                                  | Microsoft Windows                                                   | 2006 |                          | Phát hành             |
| Trackmania United Forever                          | Microsoft Windows                                                   | 2008 |                          | Phát hành             |
| Trackmania United Forever 2010 Edition             | Microsoft Windows                                                   | 2009 |                          | Phát hành             |
| Vampyr                                             | Microsoft Windows, Playstation 4, Xbox One                          | 2017 | Dontnod Entertainment    | Phát hành             |
| Virtual Skipper                                    | Microsoft Windows                                                   | 2001 |                          | Phát hành             |
| Virtual Skipper 2                                  | Microsoft Windows                                                   | 2002 |                          | Phát hành             |
| Virtual Skipper 3                                  | Microsoft Windows                                                   | 2003 |                          | Phát hành             |
| Virtual Skipper 4                                  | Microsoft Windows                                                   | 2005 |                          | Phát hành             |
| Virtual Skipper 5: 32nd America's Cup: The Game    | Microsoft Windows                                                   | 2008 |                          | Phát hành             |
| Wargame: AirLand Battle                            | Microsoft Windows, Linux, OS X                                      | 2013 | Eugen Systems            | Phát hành             |
| Wargame: European Escalation                       | Microsoft Windows, Linux, OS X                                      | 2012 | Eugen Systems            | Phát hành             |
| Wargame: Red Dragon                                | Microsoft Windows, Linux, OS X                                      | 2014 | Eugen Systems            | Phát hành             |
| The Wolf Among Us (Phiên bản bán lẻ)               | Microsoft Windows, Playstation 4, Xbox One, Playstation 3, Xbox 360 | 2014 | Telltale Games           | Phân phối tại Pháp    |
| Yesterday                                          | Microsoft Windows                                                   | 2012 |                          | Phân phối             |